# Z 24500
,,
Le TER 2N NG (2N pour « deux niveaux » et NG pour « nouvelle génération ») est une rame automotrice électrique (un élément automoteur électrique dans la classification SNCF) à deux niveaux issue du type Coradia Duplex d'Alstom et conçue pour le service TER en France. La première commande de la SNCF, diligentée par les régions, a été lancée en 2000, la dernière en 2009, pour des livraisons qui se sont étalées de 2004 à 2010.
La SNCF distingue les séries Z 24500 à trois caisses et Z 26500 à quatre ou cinq caisses. Chaque caisse est motorisée par un bogie bimoteur de 850 kW. La société nationale des chemins de fer luxembourgeois s'est jointe à plusieurs commandes de la SNCF pour acheter quelques exemplaires pour son réseau, numérotés dans la série 2200.

## Historique

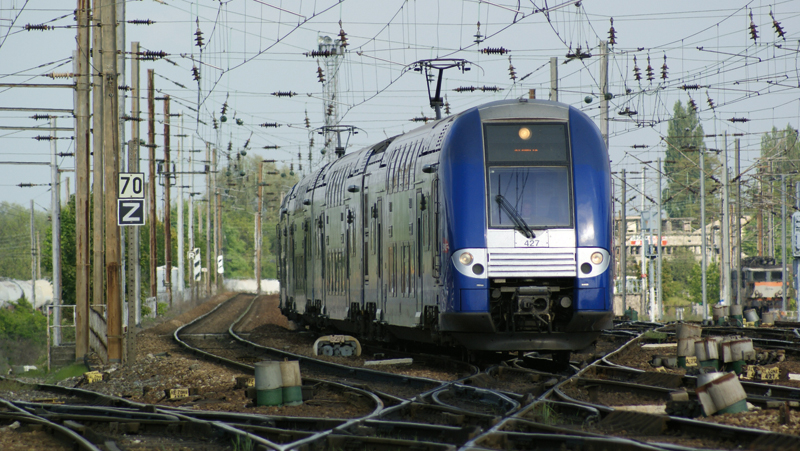
Z 26553/554 (427) du TER Picardie venant de Lille-Flandres arrive en gare d'Amiens.

Le succès rencontré par les Z 23500, TER à deux niveaux de première génération, ainsi que l'important besoin de renouvellement du matériel TER amènent la SNCF et les constructeurs à définir un matériel successeur, mais de conception entièrement nouvelle. En effet, les exigences variées des régions et des voyageurs nécessitent de mettre au point un matériel modulable, plus accessible aux personnes à mobilité réduite (PMR), apte à circuler à 160 km/h (contre 140 km/h pour les TER 2N) grâce à une motorisation plus puissante, pouvoir passer les frontières dans le Nord-Est et être plus confortable, pour assurer des parcours jusqu'à 2 h 30 de temps de trajet. Il doit en outre proposer des espaces voyageurs variés et faire l'objet d'une sécurité passive renforcée, répondant aux dernières réglementations en vigueur. Alstom exploite sa plateforme Coradia pour proposer un nouveau matériel, dont une maquette à l'échelle 1 est assemblée en 2002 puis présentée au public et aux collectivités pour valider les choix d'aménagements intérieurs.
Un premier marché de 259 caisses formant 79 rames de différentes configurations est notifié en novembre 2000 pour le compte de six régions : Picardie (huit penta-caisses), Provence-Alpes-Côte d'Azur (dix quadri-caisses), Centre (sept quadri-caisses), Nord-Pas-de-Calais (seize tri-caisses), Lorraine (quinze tri-caisses), Rhône-Alpes (onze bi-caisses). En outre, les chemins de fer luxembourgeois (CFL) acquièrent douze rames tri-caisses destinées à être exploitées en pool avec celles de la région Lorraine limitrophe.
Dix avenants successifs, signés entre avril 2003 et janvier 2009, permettent aux régions de compléter leur parc, ou à de nouvelles régions de passer commande ; ils permettent également à la région Rhône-Alpes de commander des caisses intermédiaires afin de ne former que des éléments tri-caisses au lieu des bi-caisses initialement prévus. Seule la région Bretagne, initialement intéressée, ne donne pas suite. Ces avenants portent le total des commandes à 791 caisses formant 233 rames, deux caisses étant commandées par les CFL afin de reformer une rame complète après l'accident ferroviaire de Zoufftgen en octobre 2006.

## Caractéristiques
Les automotrices TER 2N NG ont été nommées par la SNCF en fonction de leur configuration : Z 24500 pour les bi et tri-caisses et Z 26500 pour les quadri et penta-caisses. Leurs homologues luxembourgeois ont été nommés série 2200. Tous ces éléments sont identiques au nombre de caisses près. Ils peuvent circuler en unité multiple avec les TER 2N de première génération Z 23500. Ces rames sont particulièrement adaptées aux services inter-ville chargés ou péri-urbain denses et sont aptes à la vitesse de 160 km/h, grâce à leur motorisation répartie sur toute la rame, avec un bogie moteur et un bogie porteur par caisse.
À l'origine, il a existé onze Z 24500 à deux caisses que la région Rhône-Alpes avait achetés dès 2000, lors de la première commande. Mais en avril 2003, onze caisses intermédiaires ont été commandées pour faire passer ces éléments de deux à trois caisses. La région Rhône-Alpes ayant été la seule à avoir commandé des TER 2N NG à deux caisses, il n'existe plus d'engins bi-caisses aujourd’hui.
- La rame Z 24655/656 (378) du TER Nord-Pas-de-Calais a été pelliculée aux couleurs du Nord-Pas-de-Calais pour fêter la 100e rame de TER 2N NG.
- La rame Z 24765/766 s'est vue apposer une inscription « TER Nouvelle génération 200e » à chaque extrémité de la rame en plus de la livrée TER Rhône-Alpes. Une initiative prise de concert par Alstom, la SNCF et la Région Rhône-Alpes, plus grande utilisatrice de ce type d'engins avec 60 rames livrées.

Les rames Grand Est sont équipées ERTMS à partir de 2019, de manière à circuler sur le réseau luxembourgeois. Les rames luxembourgeoises le sont déjà.
Lors de la mise en service les Ae2200 CFL et les Z24500 SNCF pouvaient former des UM2 mixtes. Cette possibilité a été supprimée lors de la mise en place du logiciel ERTMS sur le matériel luxembourgeois.
De même, le SIVE (Système d'information Voyageurs) est différent entre les deux compagnies exploitantes.

## Services effectués
Les Z 24500 sont utilisées par 4 régions, dont elles assurent les TER les plus chargés. Elles assurent les relations suivantes :
- TER Hauts-de-France :
  - K44 : Lille-Flandres – Amiens
  - K45 : Lille-Flandres – Rouen-Rive-Droite
  - K60 : Lille-Flandres – Valenciennes – Jeumont
  - K61 : Lille-Flandres - Valenciennes - Hirson
  - K70 : Lille-Flandres – Dunkerque
  - K71 : Lille-Flandres – Calais-Ville
  - C70 - Lille-Flandres – Hazebrouck
  - P52 : Arras – Hazebrouck

- TER Grand Est :

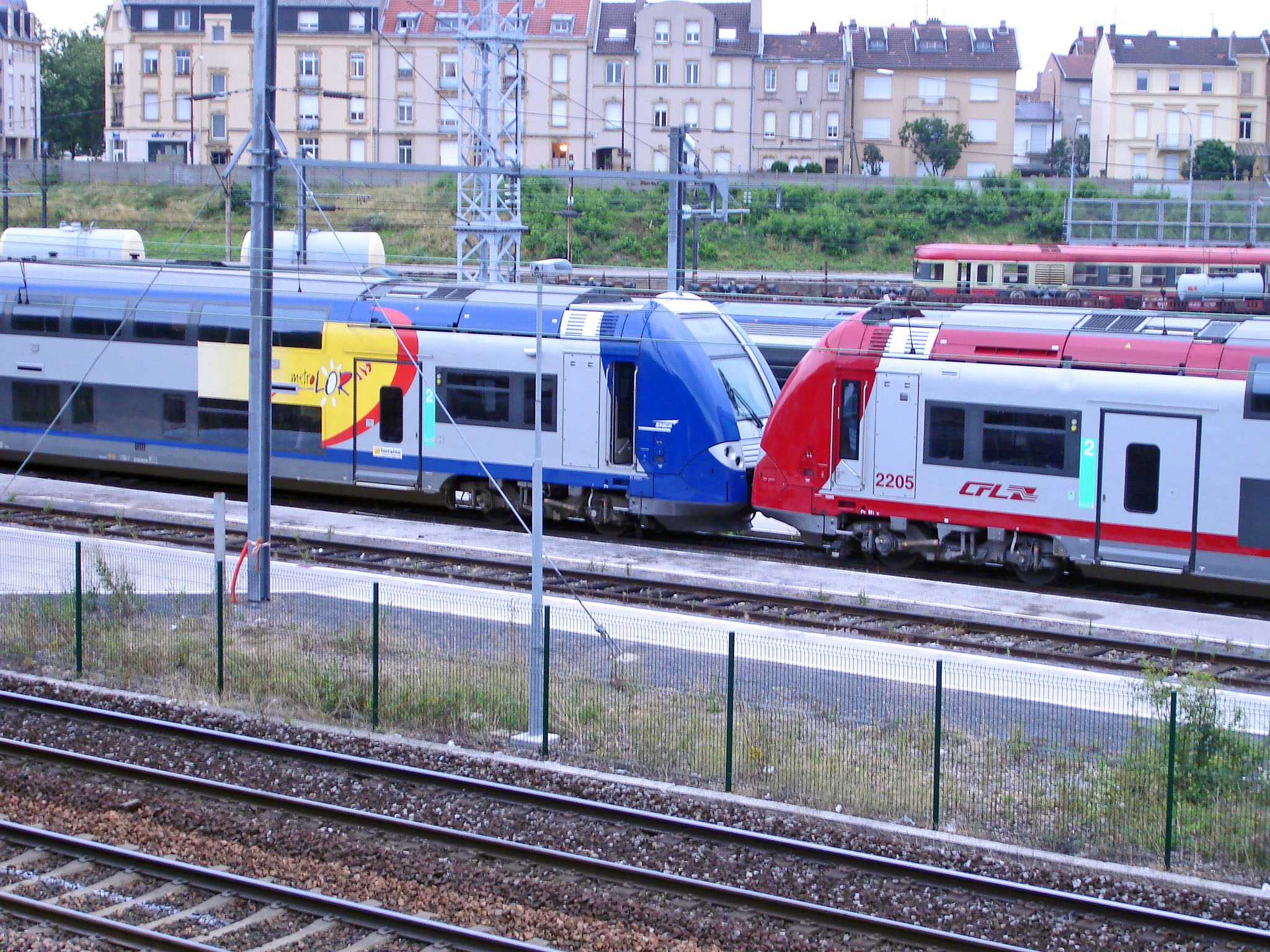
TER 2N NG Métrolor et TER 2N NG CFL.

  - « Sillon lorrain » (axe Luxembourg – Thionville – Metz – Nancy)
  - Metz – Forbach
  - Nancy – Épinal – Remiremont
  - Nancy – Bar-le-Duc (en cas d'indisponibilité de Z 11500)
  - Nancy – Neufchâteau (en cas d'indisponibilité de Z 11500)
  - Nancy – Saint-Dié-des-Vosges
  - Metz – Sarrebourg
- TER Pays de la Loire :
  - Le Croisic – Saint-Nazaire – Nantes – Angers – Saumur – Tours
  - Les Sables-d'Olonne – La Roche-sur-Yon – Nantes
  - Nantes – Angers – Le Mans
  - Le Mans – Laval
- TER Auvergne-Rhône-Alpes :
  - Annecy – Chambéry – Grenoble – Saint-Marcellin – Valence-Ville
  - Lyon – Valence-Ville – Avignon-Centre
  - Mâcon-Ville – Villefranche-sur-Saône – Lyon-Perrache – Vienne – Valence-Ville – Pierrelatte – Avignon-Centre
  - Lyon-Part-Dieu – Culoz – Aix-les-Bains-Le Revard – Annecy
  - Lyon-Part-Dieu – Culoz – Bellegarde – Genève-Cornavin
  - Lyon-Part-Dieu – Chambéry – Moûtiers - Salins - Brides-les-Bains – Bourg-Saint-Maurice (pointes d'hiver)
  - Lyon-Part-Dieu – Grenoble
  - Lyon-Part-Dieu – Ambérieu – Chambéry
  - Lyon-Part-Dieu – Saint-André-le-Gaz – Chambéry
  - Chambéry – Grenoble-Universités - Gières – Grenoble – Rives – Saint-André-le-Gaz (Omnibus)
  - Grenoble – Chambéry – Aix-les-Bains – Bellegarde – Genève

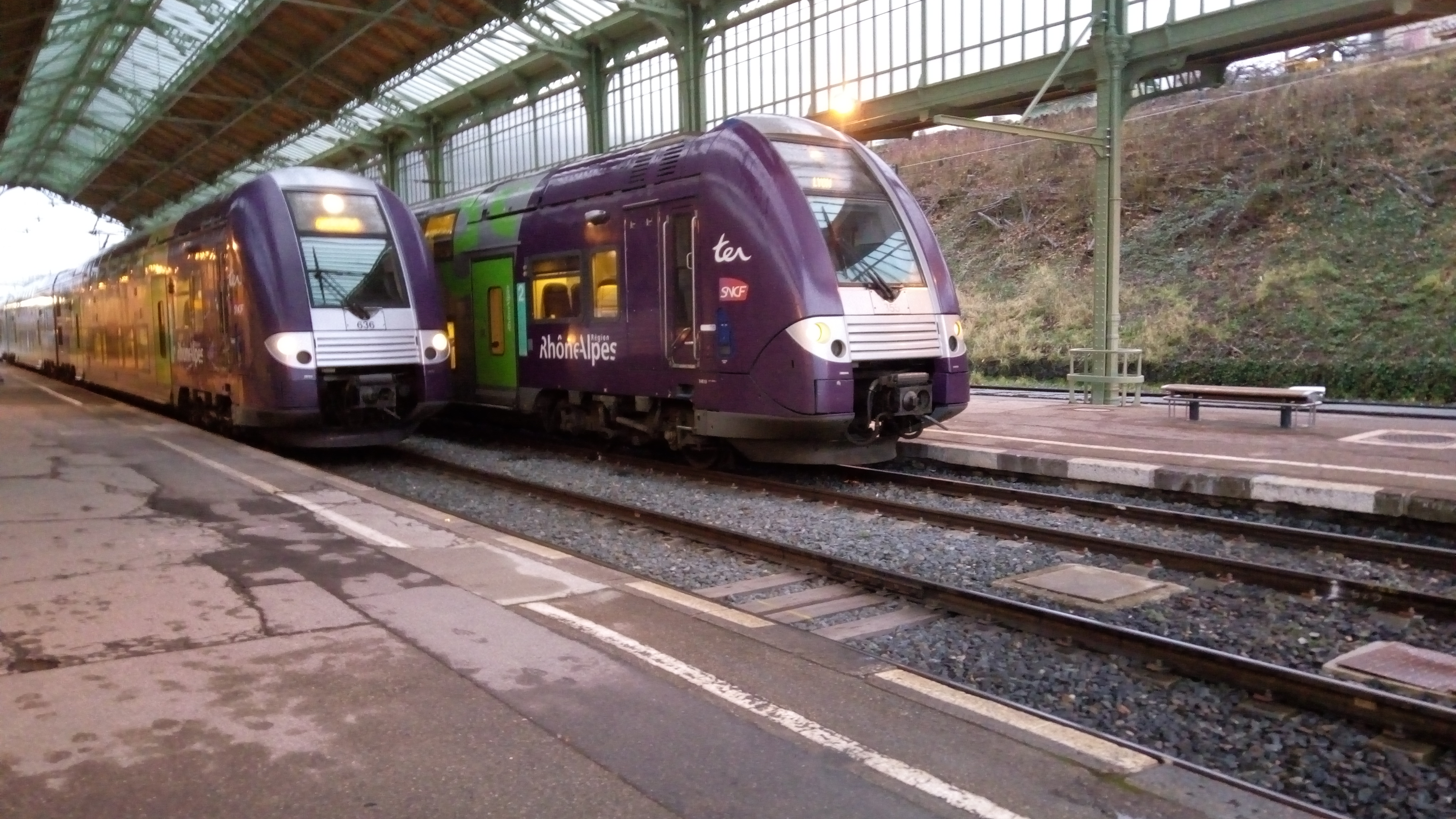
Deux rames Z 24500 Rhône-Alpes, en livrée Aubergine, en gare d'Évian-les-Bains.

Les Z 26500 sont utilisées par 4 régions, dont elles assurent les TER les plus chargés. Elles assurent les relations suivantes :
- TER Centre-Val de Loire :
  - Paris-Montparnasse – Chartres – Nogent-le-Rotrou – Le Mans
- TER Hauts-de-France :
  - K10/C10 : Paris-Nord – Amiens
  - K14 : Paris-Nord – Compiègne – Saint-Quentin
  - C41 : Lille-Flandres – Lens
  - C51 : Lille-Flandres – Béthune
  - K13 : Paris-Nord – Maubeuge
- TER Grand Est :
  - « Sillon lorrain » (axe Luxembourg – Thionville – Metz – Nancy)
- TER Provence-Alpes-Côte d'Azur :
  - Grasse – Cannes – Nice – Vintimille

## Parc

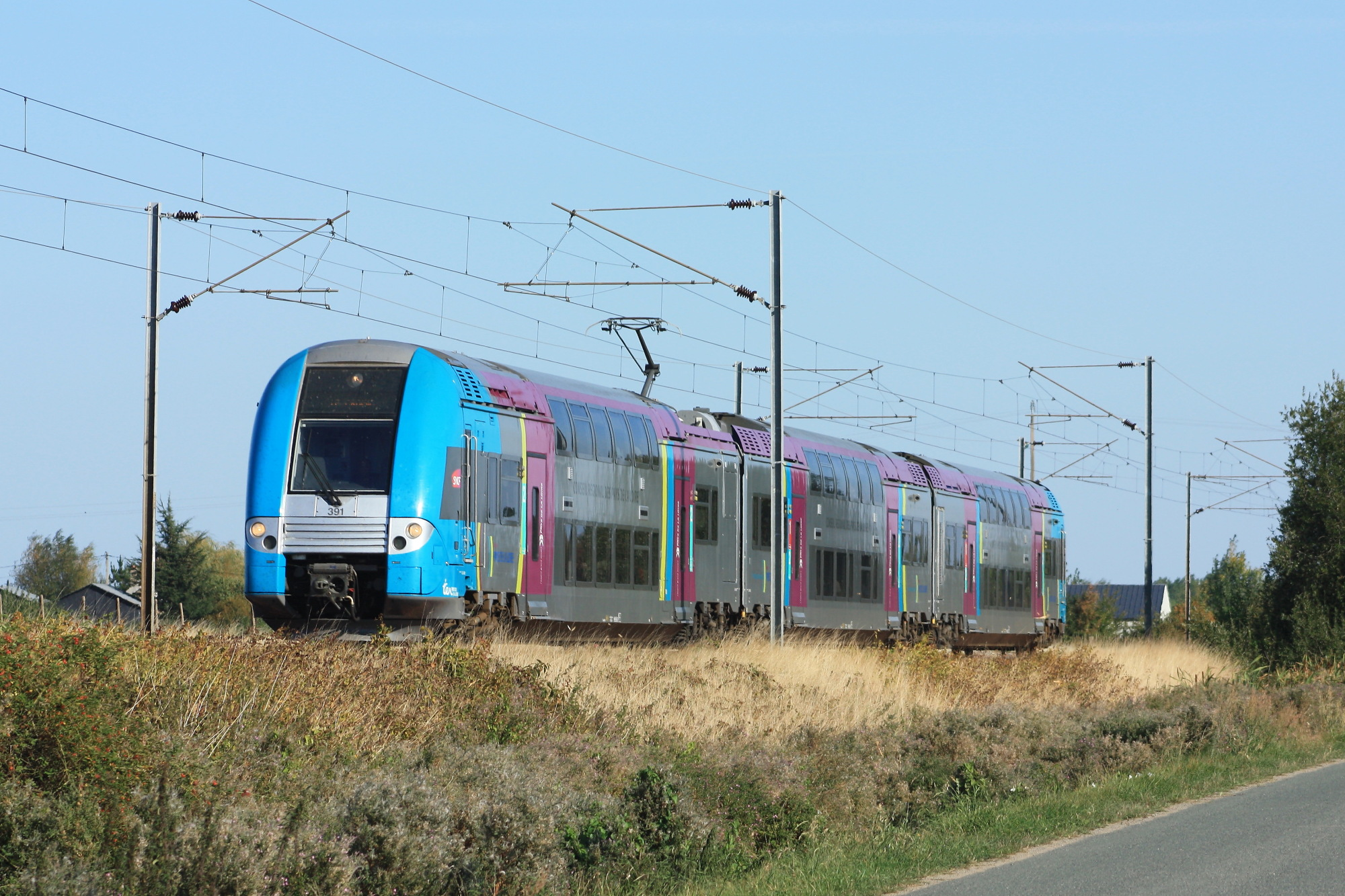
TER 2N NG no 391 des Pays de la Loire sur un TER Tours - Le Croisic à La Bohalle.

Le parc SNCF actuel est composé de 211 rames : 145 tricaisses, 42 quadricaisses et 24 pentacaisse, sans compter les rames CFL à 3 caisses.

### Propriétaires
| Propriétaire         | Effectif total | Effectif Z 24500 3 caisses | Effectif Z 26500 4 caisses | Effectif Z 26500 5 caisses | STF                                                | Observation                                                                                   |
| -------------------- | -------------- | -------------------------- | -------------------------- | -------------------------- | -------------------------------------------------- | --------------------------------------------------------------------------------------------- |
| Auvergne-Rhône-Alpes | 60             | 60                         |                            |                            | STF Rhône-Alpes (SRA)                              |                                                                                               |
| Centre-Val de Loire  | 12             |                            | 12                         |                            | STF Transilien ligne N et U + Paris-Chartres (SNU) |                                                                                               |
| Grand Est            | 41             | 25                         |                            | 16                         | STF Lorraine (SMN)                                 | 16 rames ex Hautes Normandies ont été rachetées par la région Grand Est à la région Normandie |
| Hauts-de-France      | 70             | 47                         | 15                         | 8                          | STF Hauts-de-France                                |                                                                                               |
| Monaco               | 5              |                            | 5                          |                            | STF Provence-Alpes-Côte d'Azur (SPC)               |                                                                                               |
| Pays de la Loire     | 13             | 13                         |                            |                            | STF Pays de la Loire (SPL)                         |                                                                                               |
| PACA                 | 10             |                            | 10                         |                            | STF Provence-Alpes-Côte d'Azur (SPC)               |                                                                                               |
| Total                | 211            | 145                        | 42                         | 24                         |                                                    |                                                                                               |

### Dépôts titulaires
| STF                                                | Effectif total | Effectif Z 24500 3 caisses | Effectif Z 26500 4 caisses | Effectif Z 26500 5 caisses | Propriétaire         | Observation |
| -------------------------------------------------- | -------------- | -------------------------- | -------------------------- | -------------------------- | -------------------- | ----------- |
| STF Lorraine (SMN)                                 | 27             | 25                         |                            | 16                         | Grand Est            |             |
| STF Hauts-de-France                                | 70             | 47                         | 15                         | 8                          | Hauts-de-France      |             |
| STF Transilien ligne N et U + Paris-Chartres (SNU) | 12             |                            | 12                         |                            | Centre-Val de Loire  |             |
| STF Provence-Alpes-Côte d'Azur (SPC)               | 15             |                            | 10                         |                            | PACA                 |             |
| STF Provence-Alpes-Côte d'Azur (SPC)               | 15             |                            | 5                          |                            | Monaco               |             |
| STF Pays de la Loire (SPL)                         | 13             | 13                         |                            |                            | Pays de la Loire     |             |
| STF Rhône-Alpes (SRA)                              | 60             | 60                         |                            |                            | Auvergne-Rhône-Alpes |             |

## Coût
Le prix d'un Z 24500 dans sa version de base tri-caisses TER SNCF est approximativement de 8 000 000 €. Celui d'une Z 26500 dans sa version de base quadri-caisses TER SNCF est approximativement de 9 250 000 € et de 11 575 000 € dans sa version penta-caisses.[réf. souhaitée]

## Modélisme
La Z 24500 a été reproduite depuis 2012 en modélisme ferroviaire par Jouef, à l’échelle HO.

## Galerie photos

### Photos

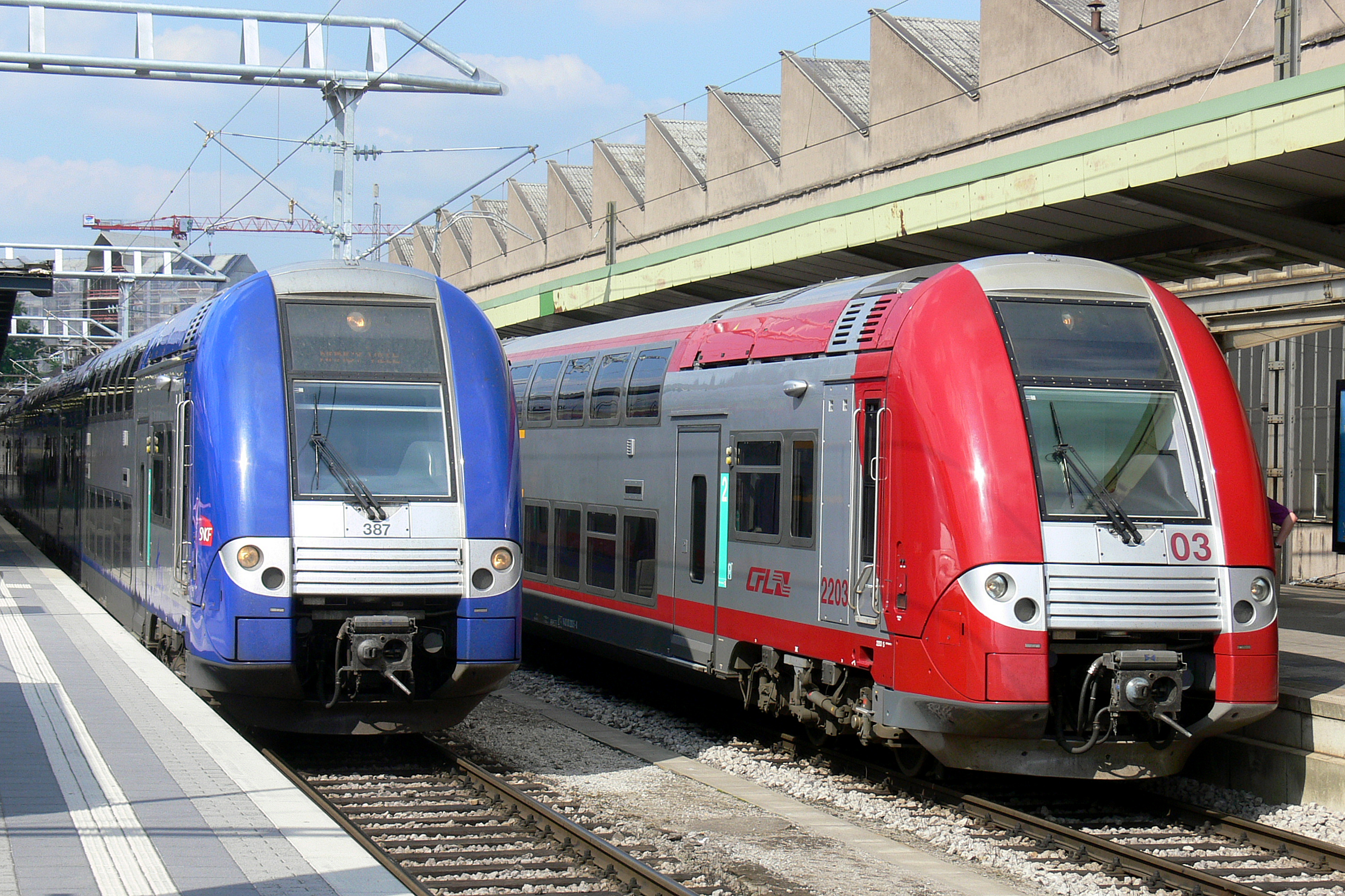
Z 24500 SNCF (rame 387, Z 24673/Z 24674, TER Lorraine) et 2200 CFL (la 2203) sont stationnées en gare de Luxembourg (ville).
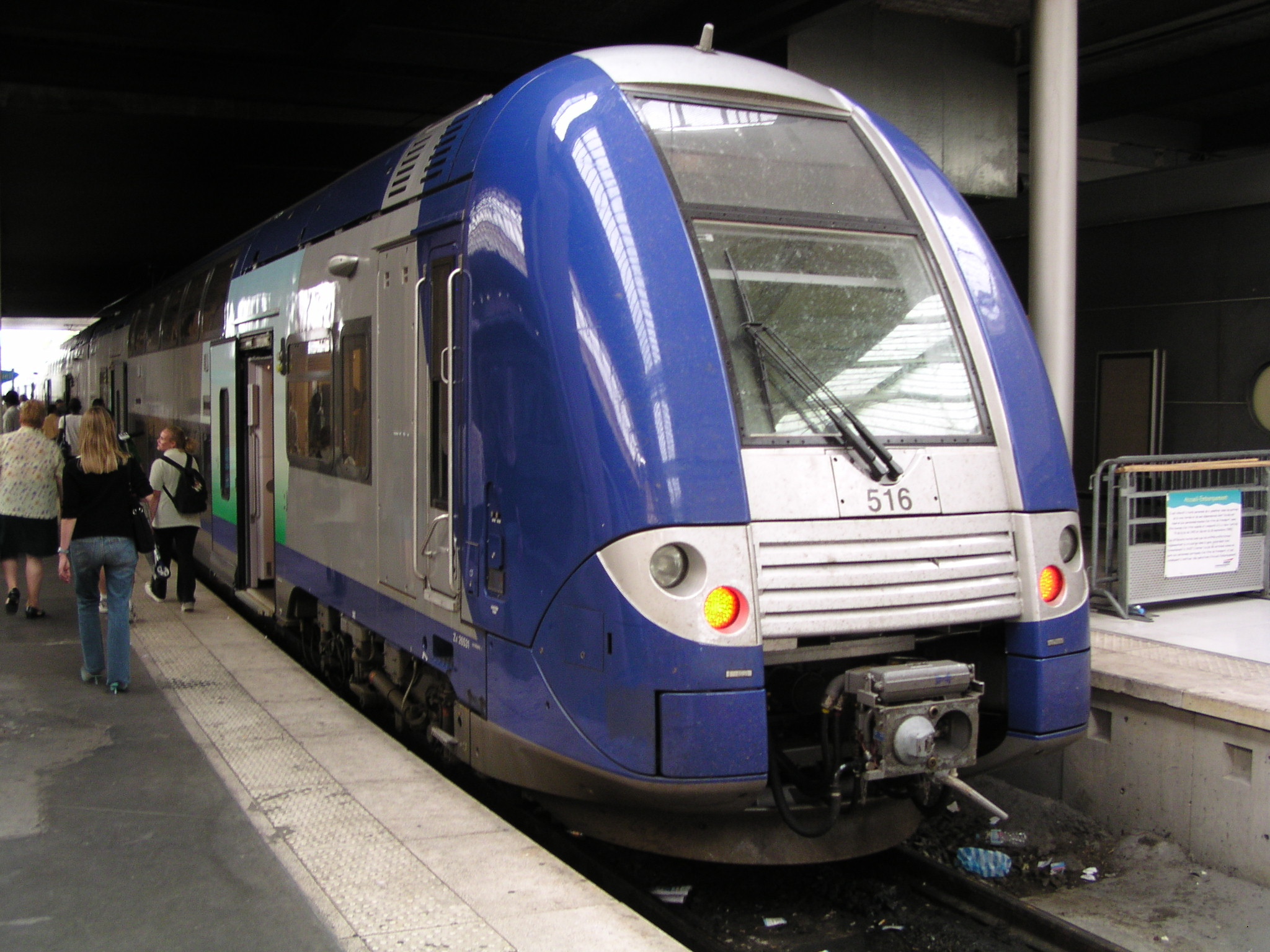
La Z 26531/532 du TER Picardie en gare du Nord à Paris.
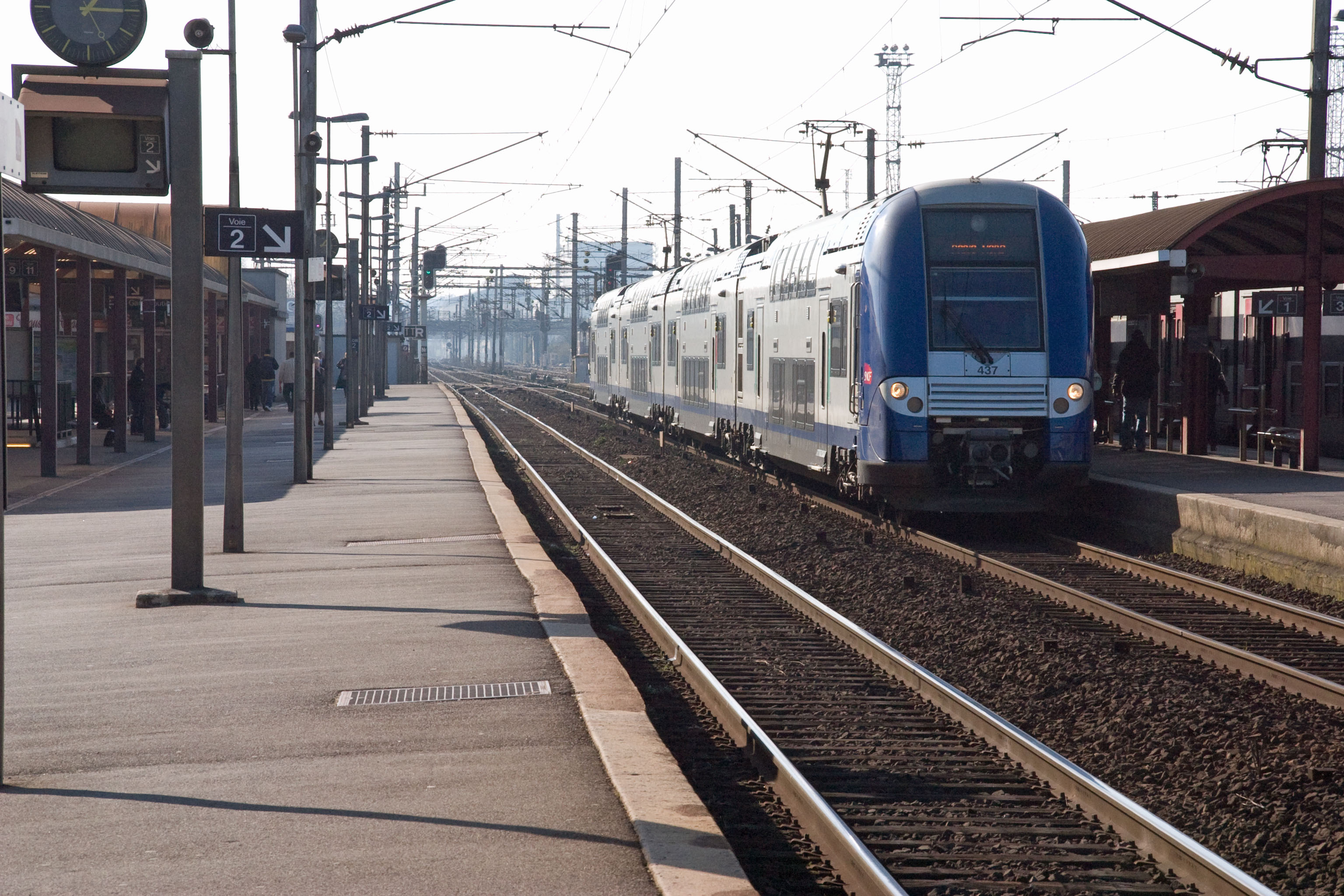
Une rame en gare de Creil.
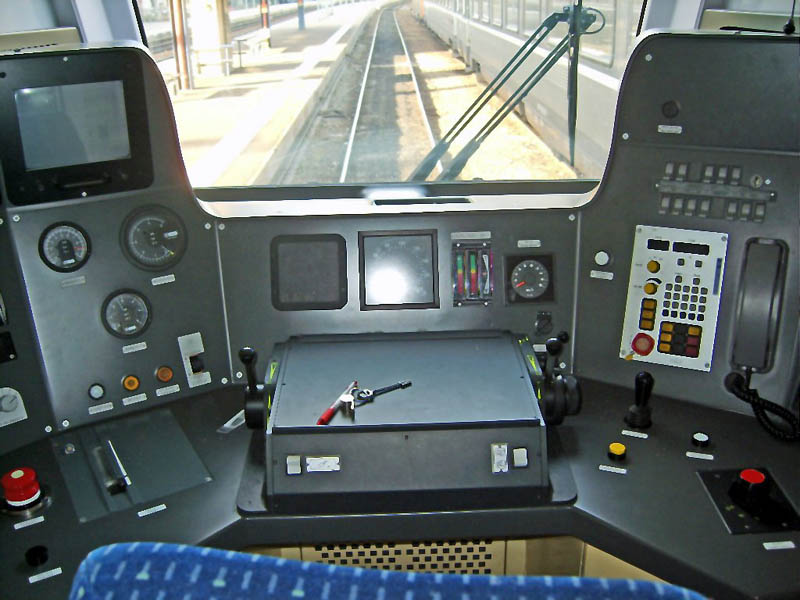
Vue de la cabine.
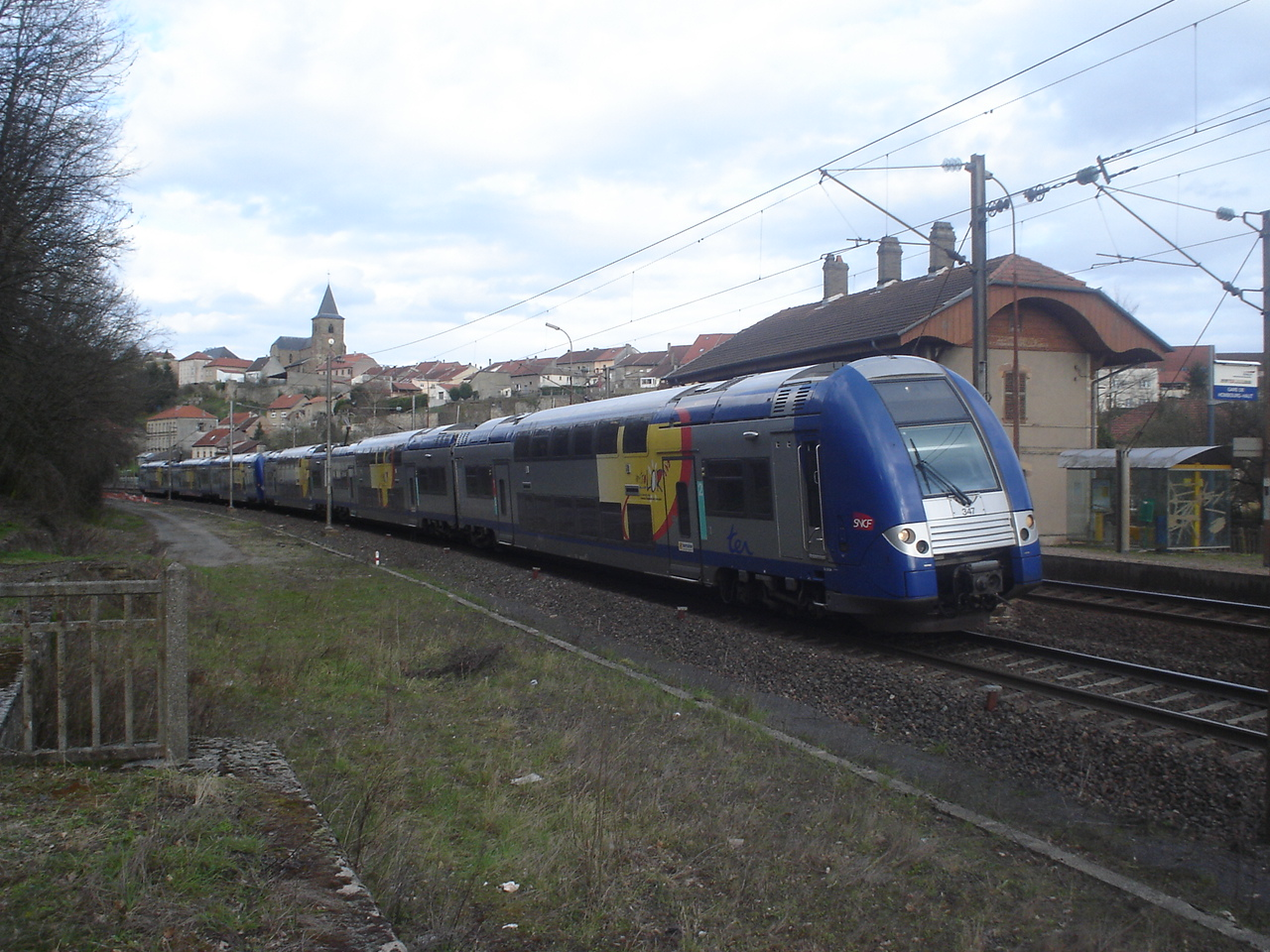
Une UM de Z 24500 passant à Hombourg-Haut.
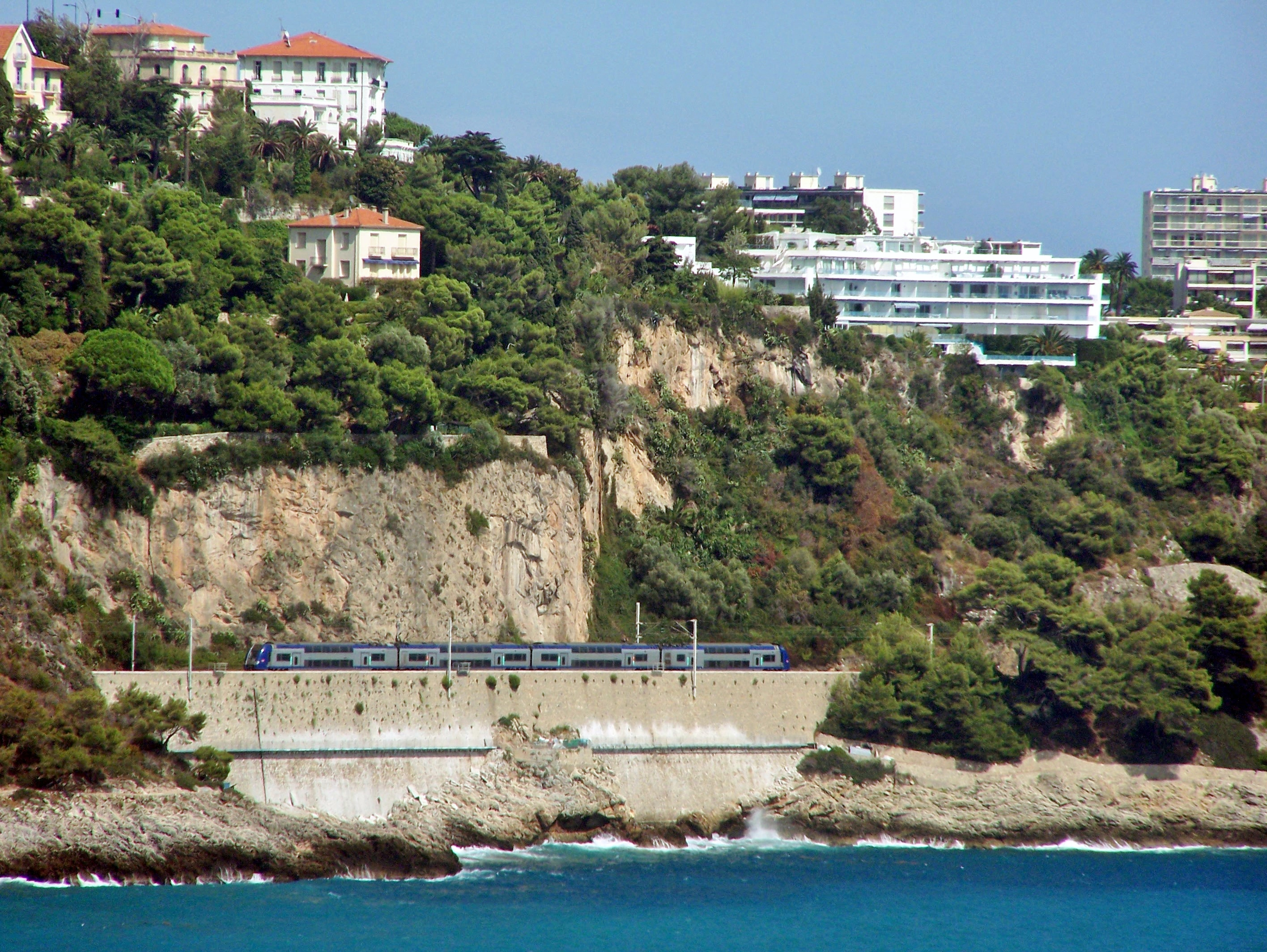
Rame TER 2N NG joignant Roquebrune depuis Vintimille.
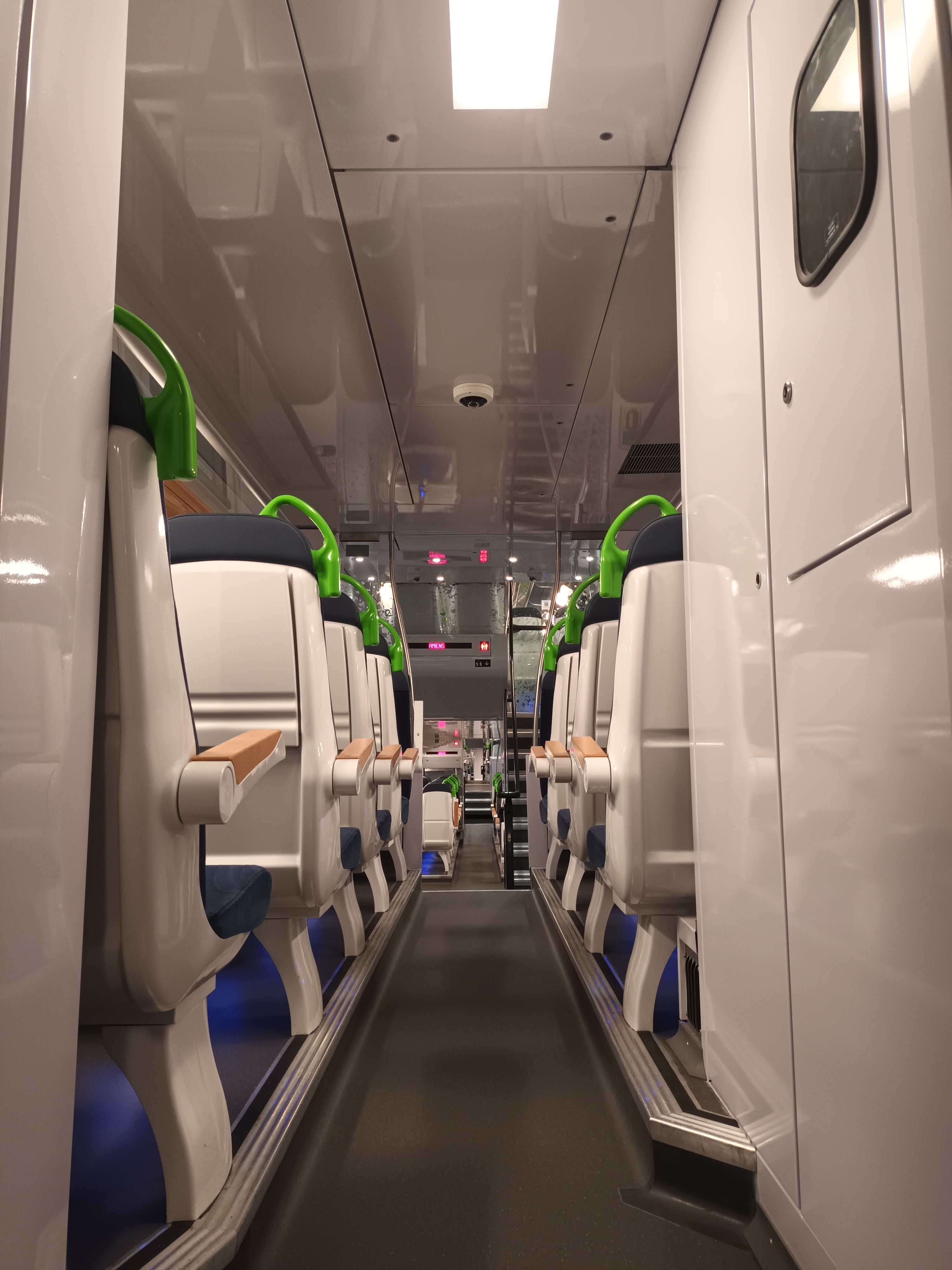
Intérieur des rames TER 2NNG HDF

### Les différents pelliculages et versions

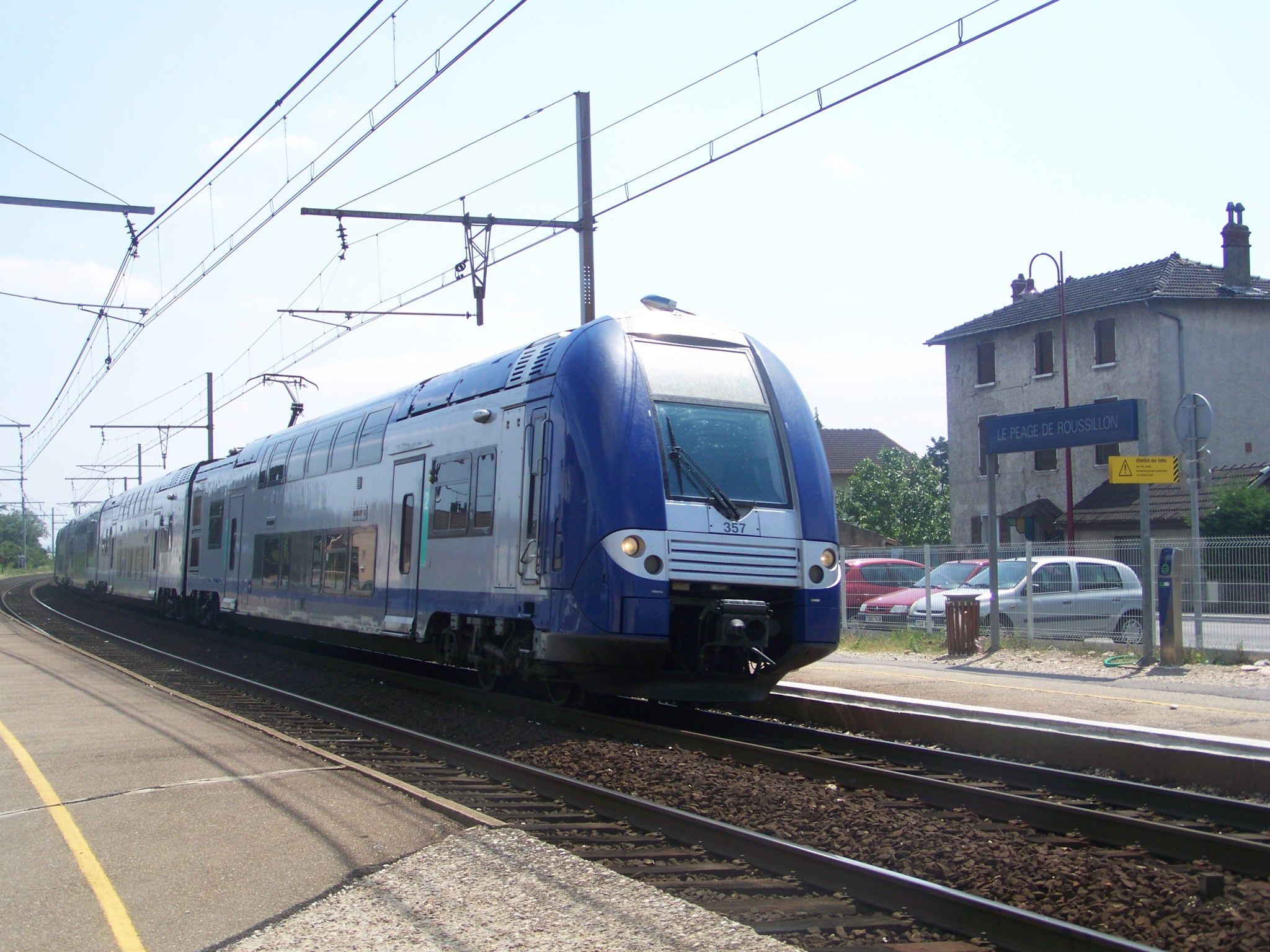
Pelliculage et couleur neutre. La rame 357 en gare du Péage-de-Roussillon.
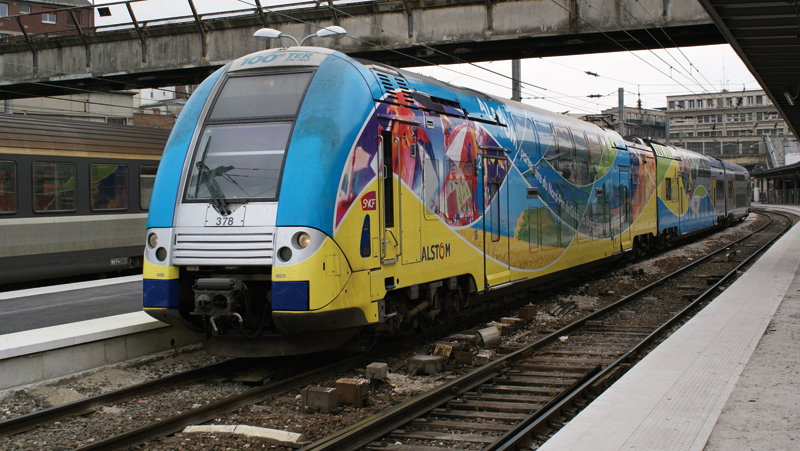
Z 24655/656 (378) du TER Nord-Pas-de-Calais en gare d'Amiens, cette rame arbore le pelliculage de la « 100e rame TER 2N NG ».
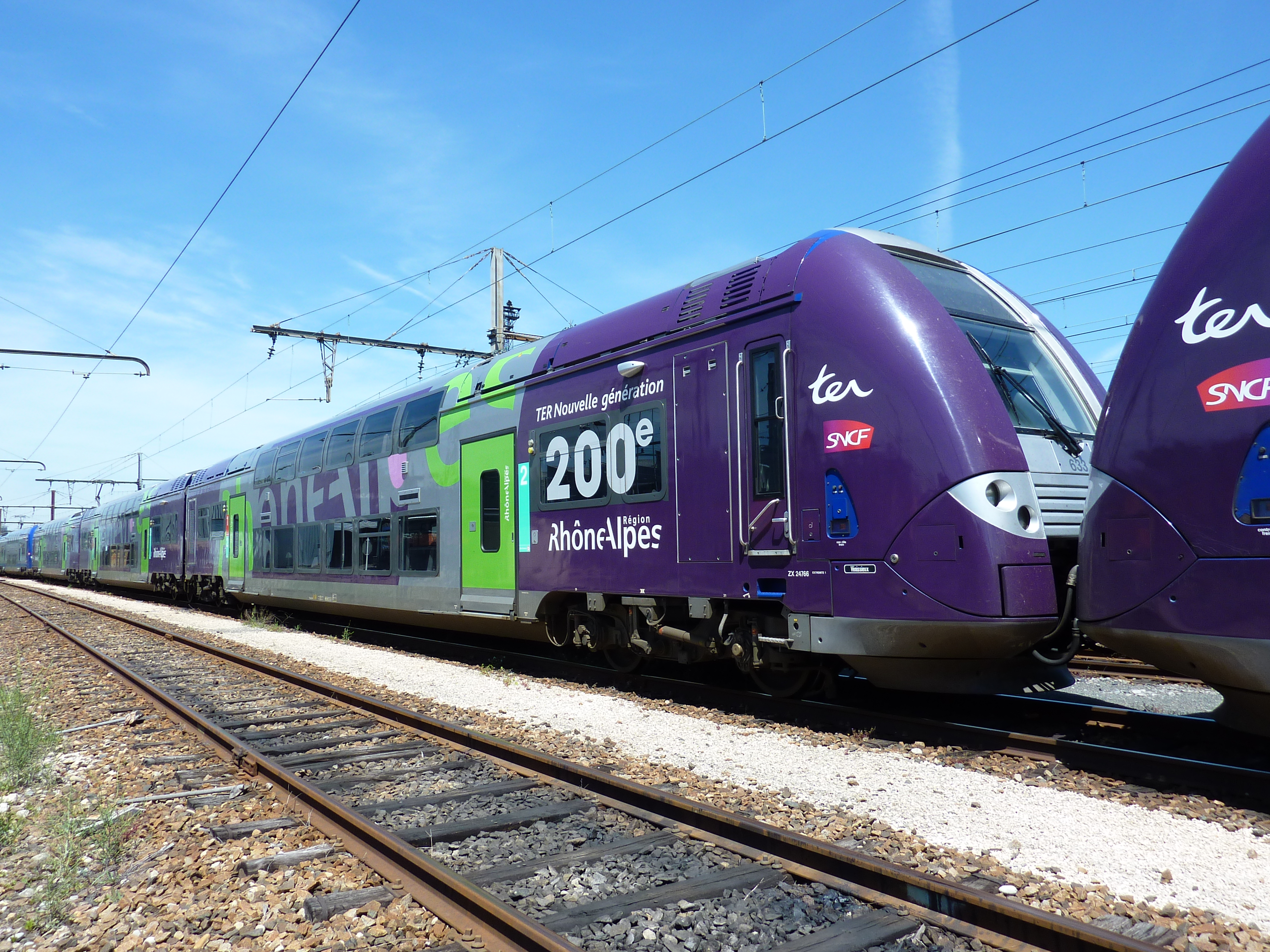
Z 24765/766 (633) du TER Rhône-Alpes, cette rame arbore le pelliculage de la « 200e rame TER 2N NG ».
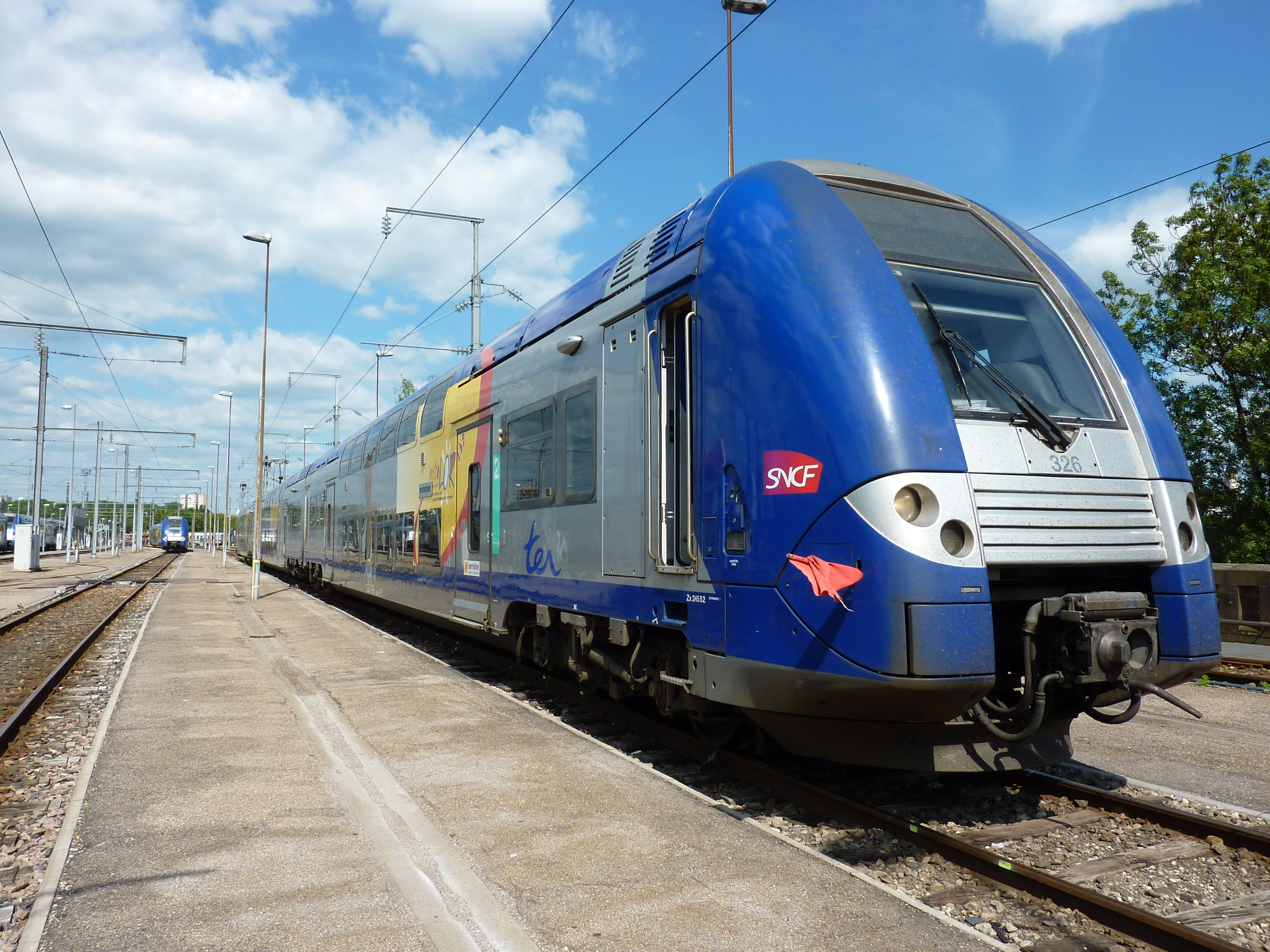
Pelliculage et couleur TER Lorraine. La rame 326 (Z 24551 et Z 24552) de la région Lorraine.
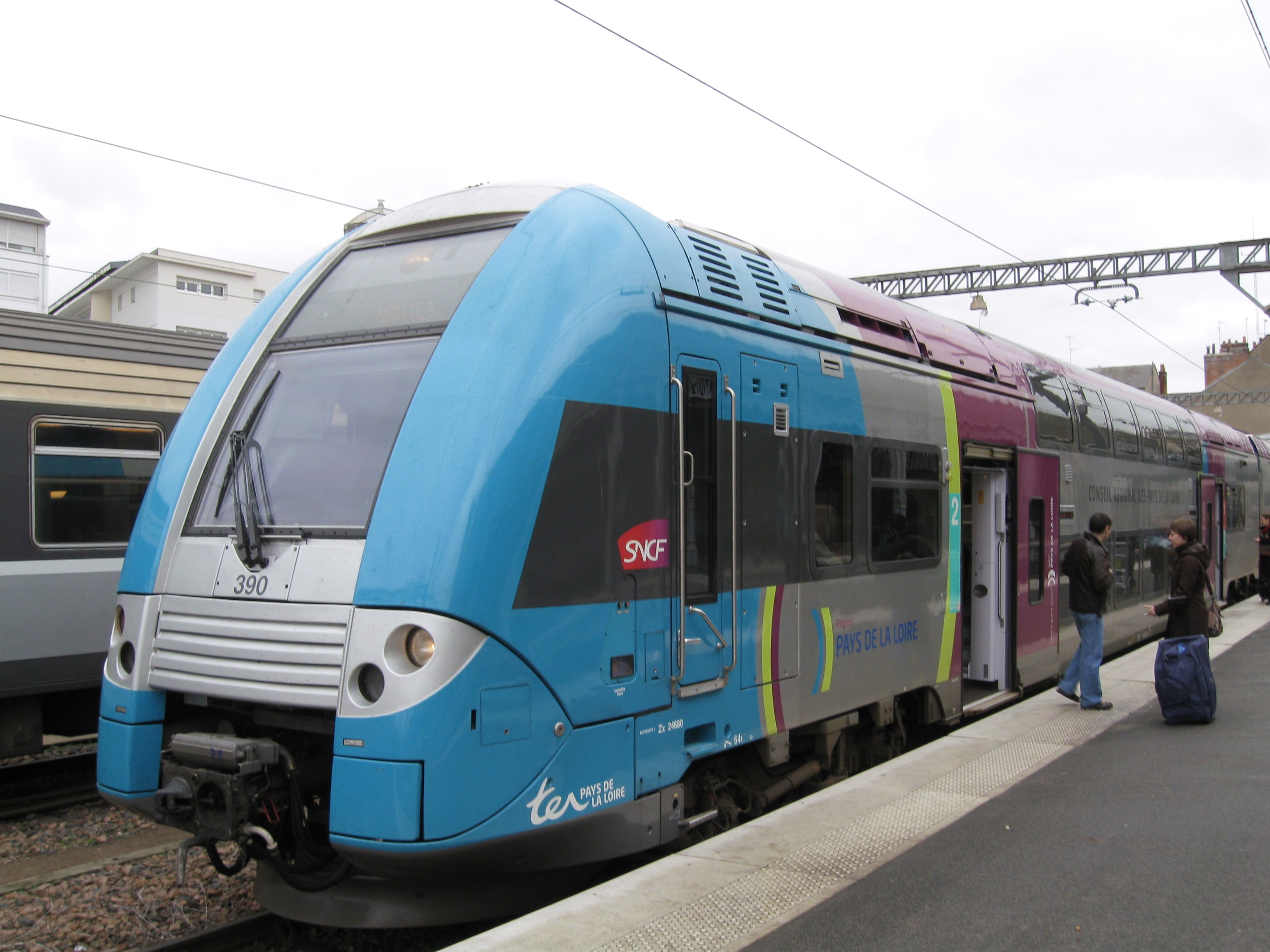
Pelliculage et couleur TER Pays de la Loire. La rame 390 (Z 24679 et Z 24680) de la région Pays de la Loire.
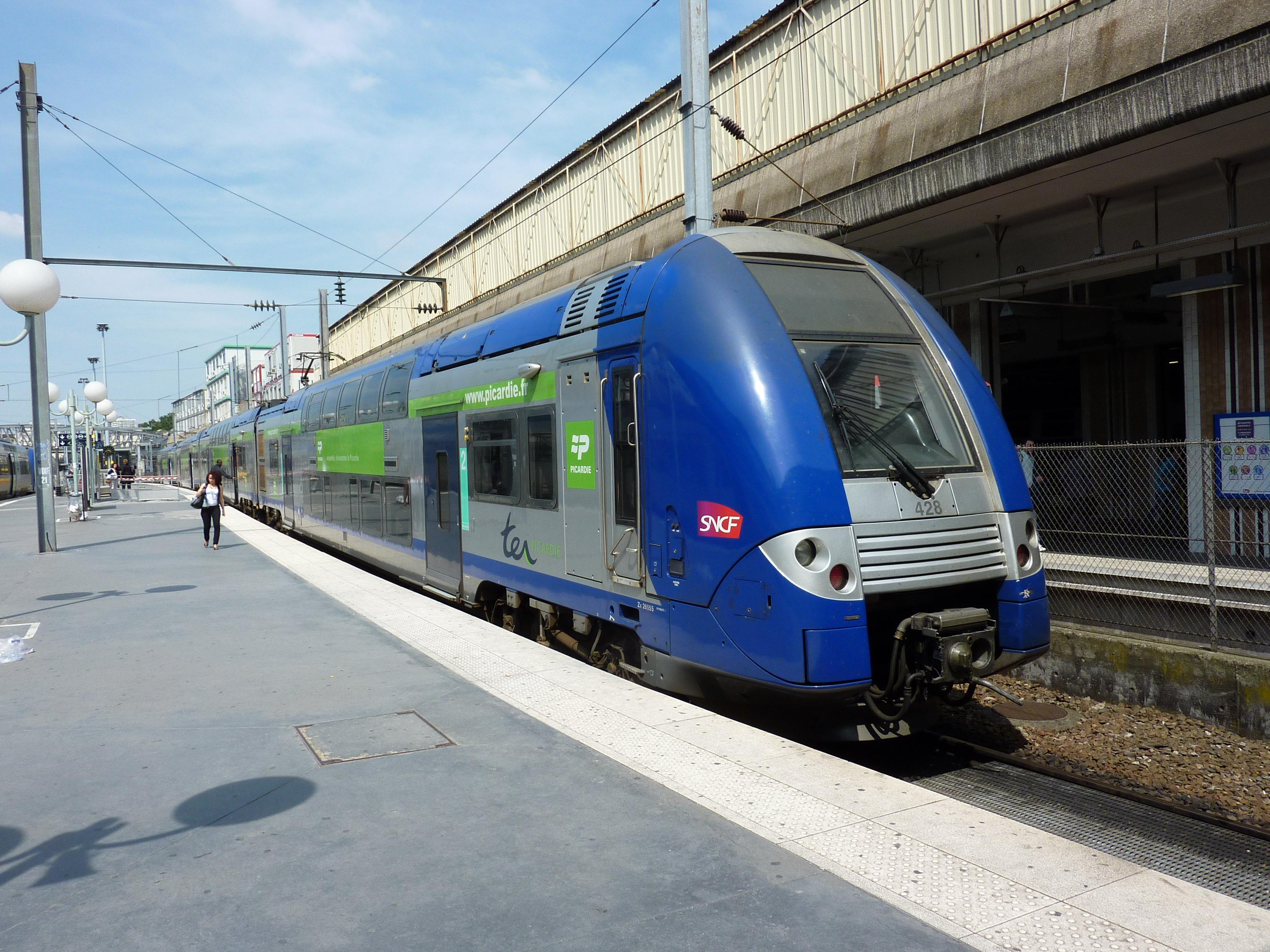
Pelliculage et couleur TER Picardie. La rame 428 (Z 26555 et Z 26556) de la région Picardie.
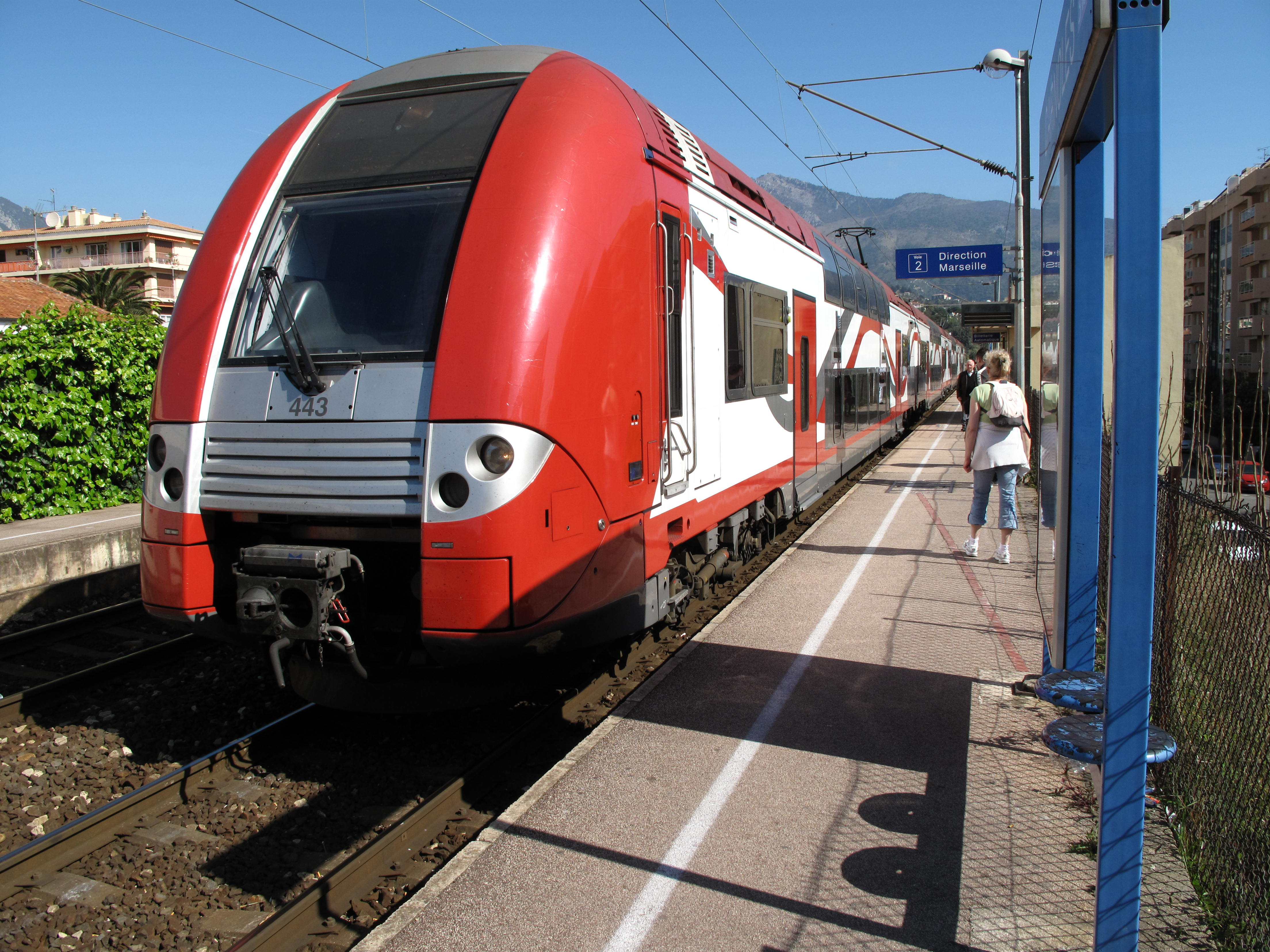
Pelliculage et couleur Monaco TER PACA. La rame 443 du parc Monaco (région PACA)
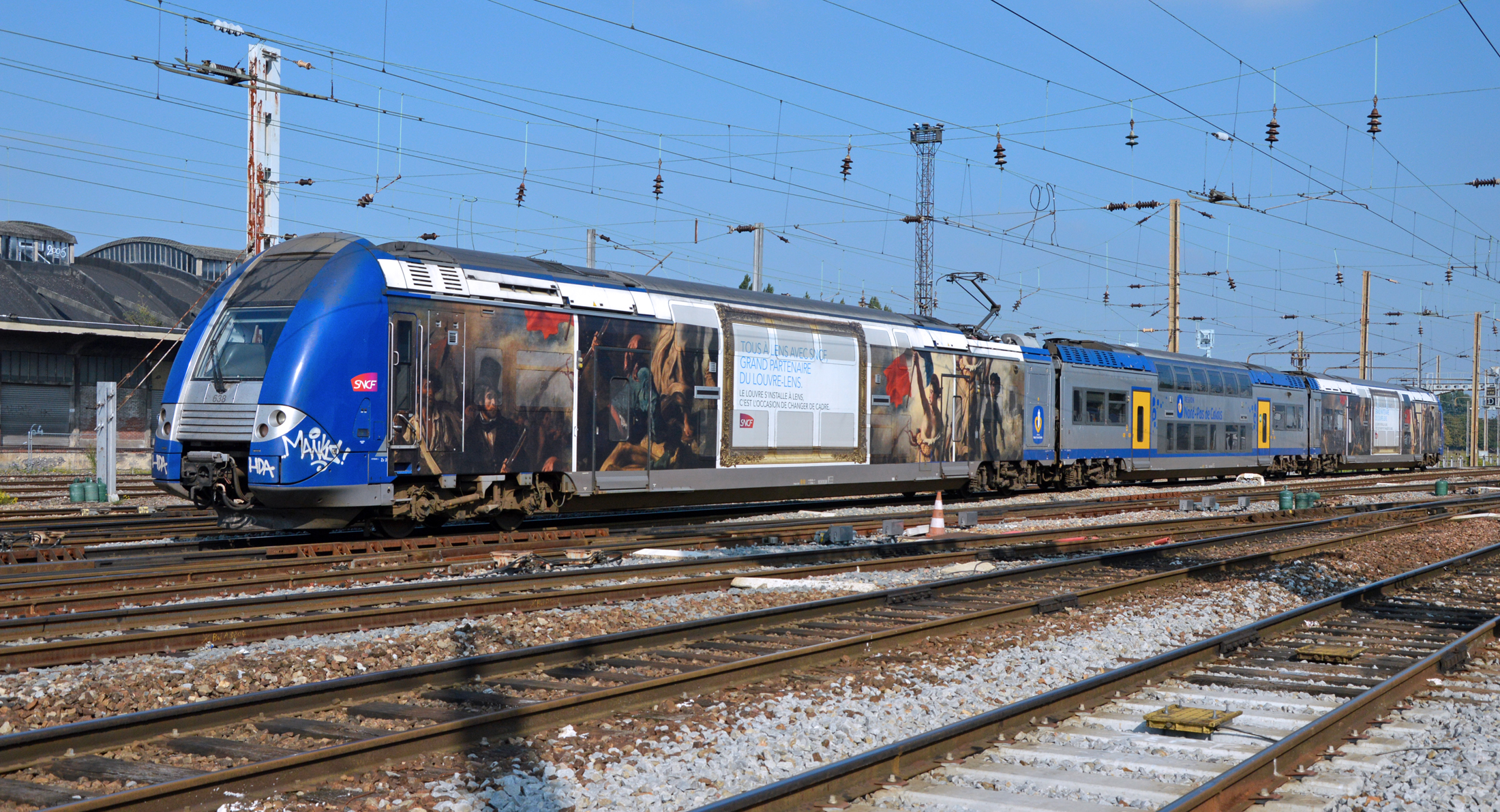
Pelliculage Musée Louvre-Lens. La rame 638 du TER Nord-Pas-de-Calais au départ d'Amiens.
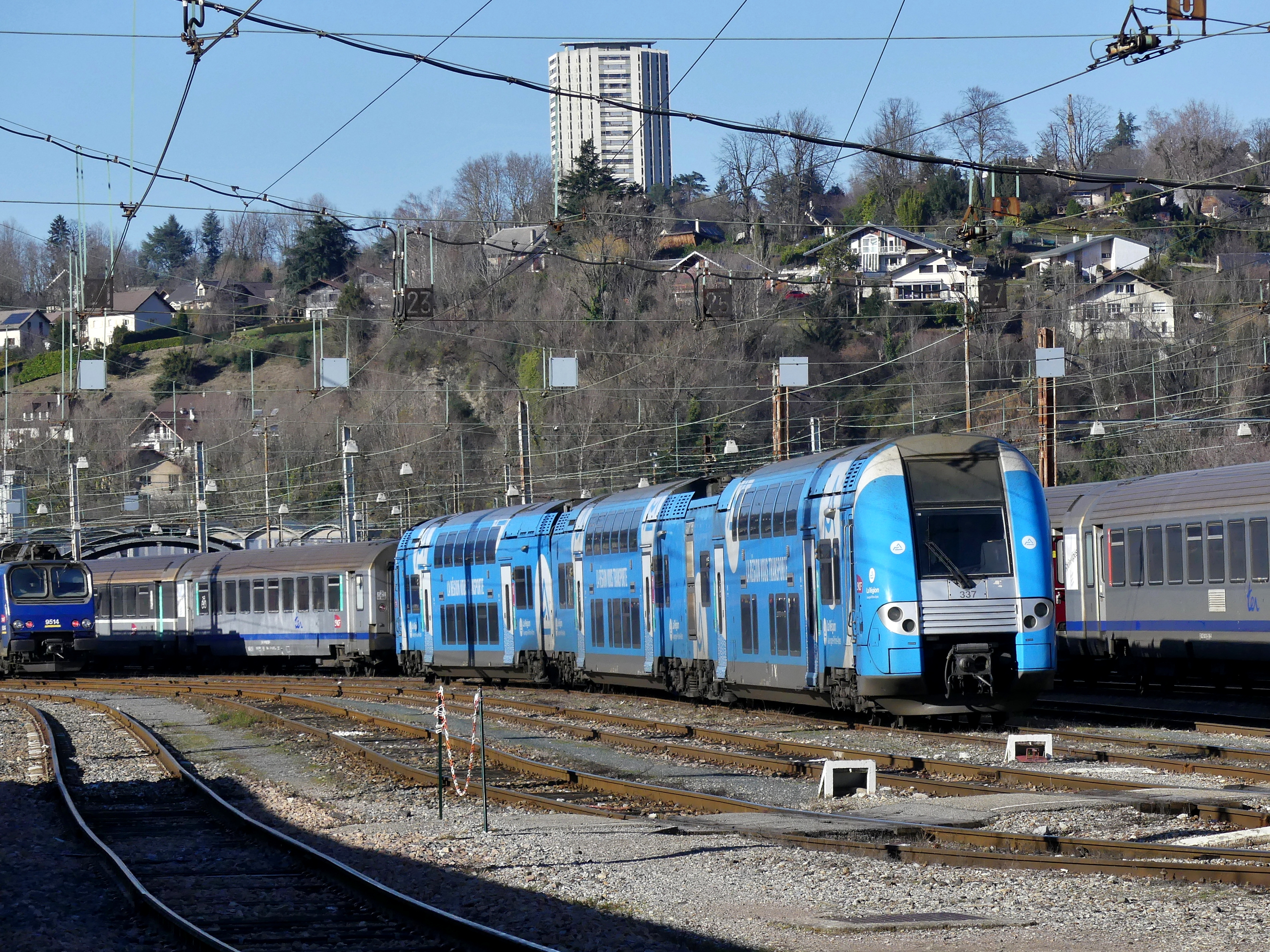
Rame arborant la livrée Auvergne-Rhône-Alpes.
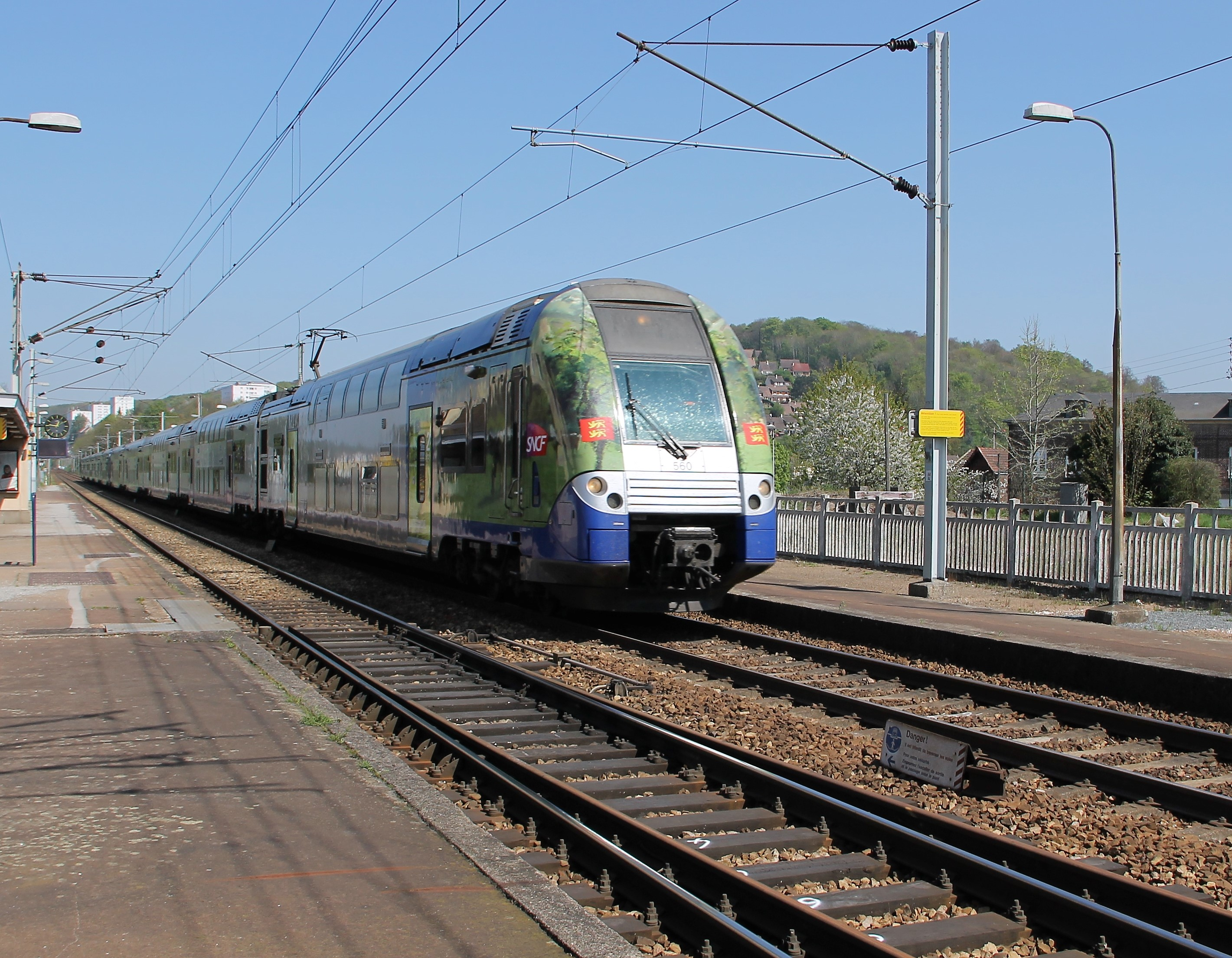
Rame 560 de Haute-Normandie pelliculée en 2015 « Train de l'Impressionnisme ».
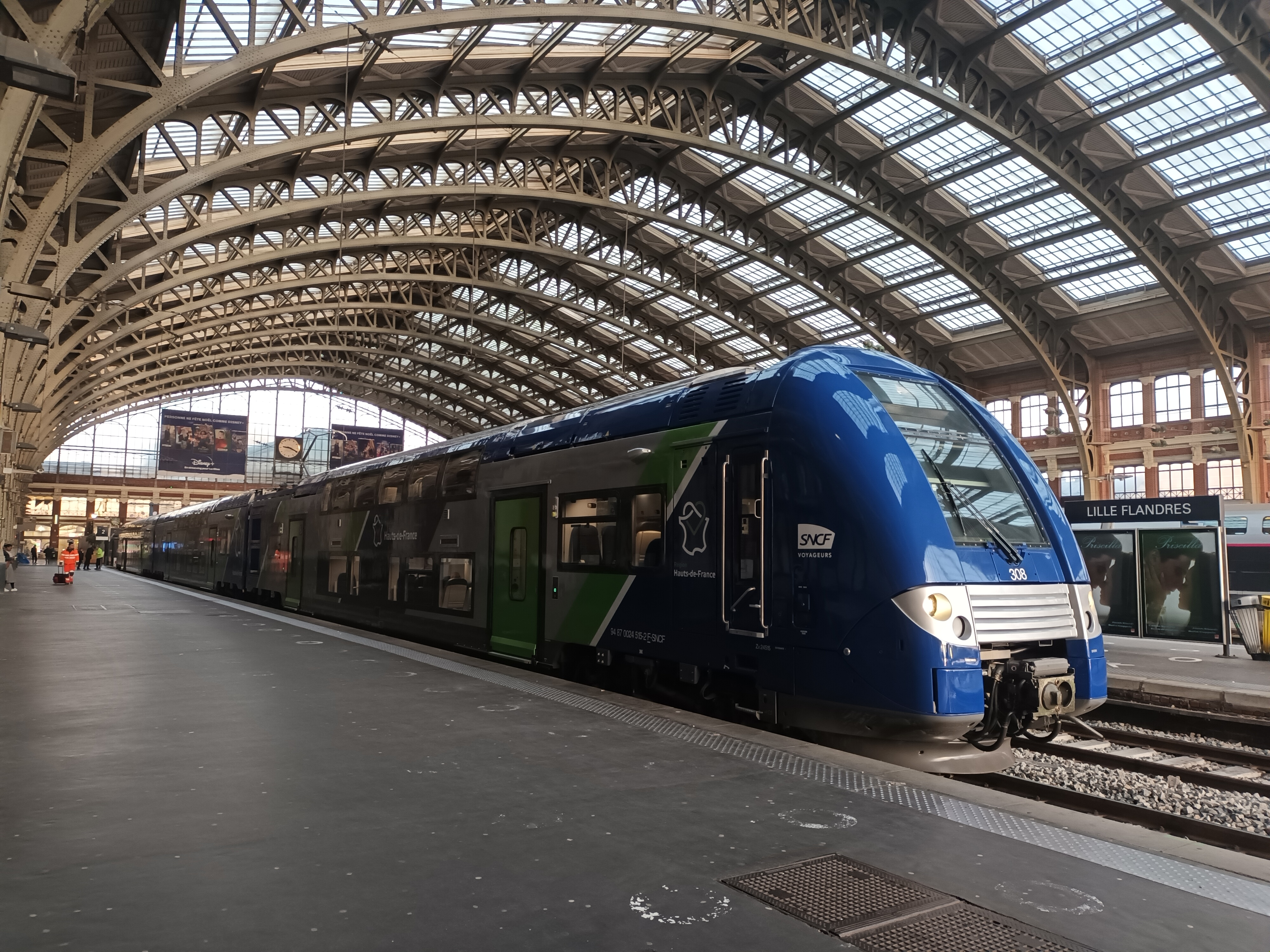
308C en livrée Hauts-De-France après son Opération Mi-Vie